# Vojenský kříž (Velká Británie)
Vojenský kříž (anglicky Military Cross, zkratkou MC) je vojenské vyznamenání třetí úrovně udělované důstojníkům a (od roku 1993) všem vojákům britských ozbrojených sil a dříve udělované i důstojníkům jiných zemí Commonwealthu.
Dává se jako uznání činů příkladné statečnosti během aktivních operací proti nepříteli na souši všem členům britských ozbrojených sil jakékoli hodnosti. V roce 1979 královna schválila návrh, aby bylo možné řadu vyznamenání včetně Vojenského kříže udělovat posmrtně.